# Круменаб
Круменаб (њем. Krummennaab) општина је у њемачкој савезној држави Баварска. Једно је од 26 општинских средишта округа Тиршенројт. Према процјени из 2010. у општини је живјело 1.572 становника. Посједује регионалну шифру (AGS) 9377132.

## Географски и демографски подаци
Круменаб се налази у савезној држави Баварска у округу Тиршенројт. Општина се налази на надморској висини од 480 метара. Површина општине износи 17,7 km². У самом мјесту је, према процјени из 2010. године, живјело 1.572 становника. Просјечна густина становништва износи 89 становника/km².